# 白庚胜
白庚胜（1957年—），男，纳西族，云南丽江人，中华人民共和国文化学、民俗学、文学学者，第十三届全国政协常务委员。中国作家协会副主席
2006年，韩国拟将韩医名著《东医宝鉴》登录为世界记忆遗产名录。白庚胜称“现时韩国在成功申报端午祭之后，拟将中医改为韩医申报世界遗产”。《广州日报》后在头版以“韩国拟将中医改为韩医申报世遗”为名报道。但是实为炒作，被指缺乏常识。

## 著作
- 《国际东巴文化研究集粹》白庚胜；杨福泉  1998 云南人民出版社
- 《萨满文化解读：中国吉林国际萨满文化研讨会论文集》白庚胜；郎樱；郭淑云 2003-03 吉林人民出版社
- 《萨满文化辩证》（上下）白庚胜 米哈伊・霍   2008-06 大众文艺出版社
- 《中国国粹艺术读本：杂技》傅起凤、白庚胜 著  2008-09 中国文联出版社
- 《中国国粹艺术读本：中国器乐》张金娣、白庚胜 著 2010-12 中国文联出版社
- 《白庚胜纳西学论集》 2008-12 民族出版社
- 《白庚胜文化遗产保护访谈录》 2009-07 民族出版社
- 《文化遗产保护诠说白庚胜》2010 宁夏人民出版社
- 《滇云文化实践录》  2014-10  云南大学出版社
- 《文心滇云》  2016-06  云南大学出版社
- 《民族文学新声》 2018 作家出版社
- 《挽歌》  2021-05云南大学出版社
- 《鲁般鲁饶》  2021-05云南大学出版社
- 《手执油灯》  2021-05云南大学出版社
- 《大鹏与署的争斗》  2021-05云南大学出版社